# Boston Elevated Railway
De Boston Elevated Railway Co (BERy), bijgenaamd "the El", was een transportbedrijf in de Amerikaanse stad Boston, Massachusetts. Zij opereerde tussen 1897 en 1947. Zij werd opgevolgd door de MTA (Metropolitan Transit Authority) die opereerde tussen 1947 en 1964. Deze werd weer opgevolgd door de huidige Massachusetts Bay Transportation Authority (MBTA), bijgenaamd "the T".

## Geschiedenis

### Ontstaansgeschiedenis
De dominante persoon in de ontstaansgeschiedenis van het openbaar vervoer in Boston was de vastgoedontwikkelaar Henry M. Whitney die gedurende de jaren 1880 de West End Street Railway uit allerlei kleine bedrijfjes samensmolt.
Toen hij er in 1887 in geslaagd was zijn laatste drie concurrenten op te kopen was hij president van een paardentrambedrijf dat op haar top 8000 paarden bezat. Dit was op dat moment het grootste paardentrambedrijf ter wereld.
Een jaar later reisde Whitney naar Richmond en zag daar met eigen ogen Frank Spragues uitvinding: de elektrische tram. Binnen de kortste mogelijke tijd bouwde hij zijn bedrijf om naar elektrische tractie; een aanpak die in 1896 feitelijk al voltooid was.

### De Subway
De eerste ondergrondse tram ter wereld werd op 1 september 1897 in Boston geopend en voerde onder meer langs het park de Boston Common en onder Tremont Street. Op het hoogtepunt reden er door de ondergrondse 35 tramlijnen. In de daaropvolgende jaren werd deze ondergrondse voortdurend verlengd en ontstonden er her en der aftakkingen. Dit proces werd in 1941 afgesloten en op dat moment had het ondergrondse tramnet de vorm die het vandaag nog heeft.
Het technische ontwerp van deze ondergrondse was zodanig dat geen enkel bovengronds huis ervoor werd gesloopt en daardoor ontstonden smalle tunnels en zeer scherpe bochten. De tunnels lagen meestal niet meer dan zes meter onder de grond.
Tot op de dag van vandaag moeten bij het aanschaffen van trammateriaal dan ook deze technische beperkingen worden ingecalculeerd.
De aanleg van de tramtunnel was een groot financieel succes en de kosten werden in 1 ½ jaar tijd terugverdiend. De West End Railway, en later de Boston Elevated Railway, waren de drukste trambedrijven ter wereld met een jaarlijks vervoersvolume van meer dan 300.000.000 passagiers.

### Boston Elevated Railway
In 1904 werd een tramtunnel onder de haven van Boston gegraven die het stadscentrum met Maverick Square verbond. Alleen in New York was dit kunststuk al eerder met metrotunnels onder de Hudson vertoond. Deze tunnel werd gefinancierd door één cent meer dan normaal te vragen voor een tramrit van die afstand. De normale prijs was 5 cent.
In 1924 werd deze tramlijn vervangen door kleine metrowagens die stroom ontvingen met behulp van een derde rail.
Door de enorme passagierstoename moest de opvolger van de West End Street Railway op een gegeven moment zelf tramwagens gaan (om)bouwen omdat de industrie ze in het gewenste hoge tempo niet kon leveren. Zo ontstonden de eerste gekoppeld rijdende motorrijtuigen ter wereld, werden oude paardentramwagens vergroot en omgebouwd tot aanhangwagens en ontstond de eerste gelede tram ter wereld.
Dit type bouwde BERy in 1912 gemotiveerd door de behoefte aan een nog grotere passagierscapaciteit. Men nam twee tramwagens van zeven meter met ieder één draaistel apart, sneed bij de één de voorkant er af en bij de ander de achterkant en verbond de afgesneden kanten met een tussenrijtuigje dat boven de grond hing. Men kon dan van het ene naar het andere rijtuig lopen. In het tussenrijtuig moest worden in- en uitgestapt en daar bevond zich ook de conducteur.
Zo ontstond een tram van 19 meter lang die de bijnaam ‘twee kamers met bad’ kreeg.
Het grote voordeel in de exploitatie was dat volstaan kon worden met een door twee man bediende tram met een verdubbeling van de capaciteit. Daarnaast kon men ook oudere trams, die te klein maar nog lang niet versleten waren, hergebruiken. In totaal 68 van de wagens werden in korte tijd zelf gebouwd.
Tussen 1915 en 1919 ging men nog een stapje verder door hetzelfde procedé te herhalen bij oudere wagens met twee draaistellen.
Zo ontstonden nog eens 110 wagens van dit type, ditmaal 24 meter lang, waarbij in deze versie zelfs door twee man bijna driemaal zoveel passagiers konden worden vervoerd als in de traditionele situatie.
BERy investeerde tussen 1910 en 1940 in de verlenging van de tramtunnel en de aanleg en uitbreiding van een metronet.
De tramtunnel bereikte in 1912 via het North Station Lechmere Square in Cambridge en stak daarbij de Charles River met een nieuwe brug over.
Tussen 1912 en 1928 ontstond de Cambridge-Dorchester metrolijn die van begin af aan groots werd aangepakt. De zuinigheid waarmee men in 1904 de tramtunnel onder de haven had gebouwd resulteerde feitelijk in een te kleine capaciteit en daarom werd deze lijn gebouwd voor, in die tijd, zeer groot materiaal. Zo waren deze metrostellen 21 meter lang wat in die tijd de langste metrotreinen van de Verenigde Staten waren.

### DeGrote Depressie
Ten tijde van de Grote Depressie waren er minder bouwprojecten dan men in Boston gewend was. De oorspronkelijke tramtunnel werd nog wel tot voorbij Kenmore Sq. verlengd. De trolleybus deed 1936 zijn intrede en begon tramlijnen te vervangen die niet meer rendabel waren. De eerste lijn was die tussen Harvard Square en Lechmere Square in de naast Boston gelegen stad Cambridge.
Meerdere factoren leidde ertoe dat investeringen in het tram- en metronet uitbleven. Zo was er, door de enorme hausse van constructiewerken in de jaren 1920 geen geld meer in kas, liep het aantal reizigers terug door de toenemende werkloosheid en kwam er steeds meer onderhoud aan het relatief oude trammateriaal. Voor BERy dreigde een faillissement door de voortdurend stijgende personeels- en onderhoudskosten.
Pogingen om het rijdend materiaal te moderniseren liepen ook vaak stuk op het ontbreken van middelen. Zo wilde men de grote, logge trams van het type 4 vervangen onder meer omdat zij door hun gewicht bijzonder veel stroom verbruikten. De recent ontwikkelde PCC-car zou hun vervanger worden.
Boston kreeg speciaal voor deze vervanging een ontheffing om gedurende de Tweede Wereldoorlog tóch PCC-cars te mogen aanschaffen.
Onrendabele tramlijnen werden in hoog tempo door trolleybuslijnen vervangen en lijnen die niet economisch genoeg door de trolleybus konden worden geëxploiteerd kregen kleine autobusdiensten.
In 1940 exploiteerde BERy:
- 52 tramlijnen
- 10 trolleybuslijnen
- 57 buslijnen
- 3 metrolijnen

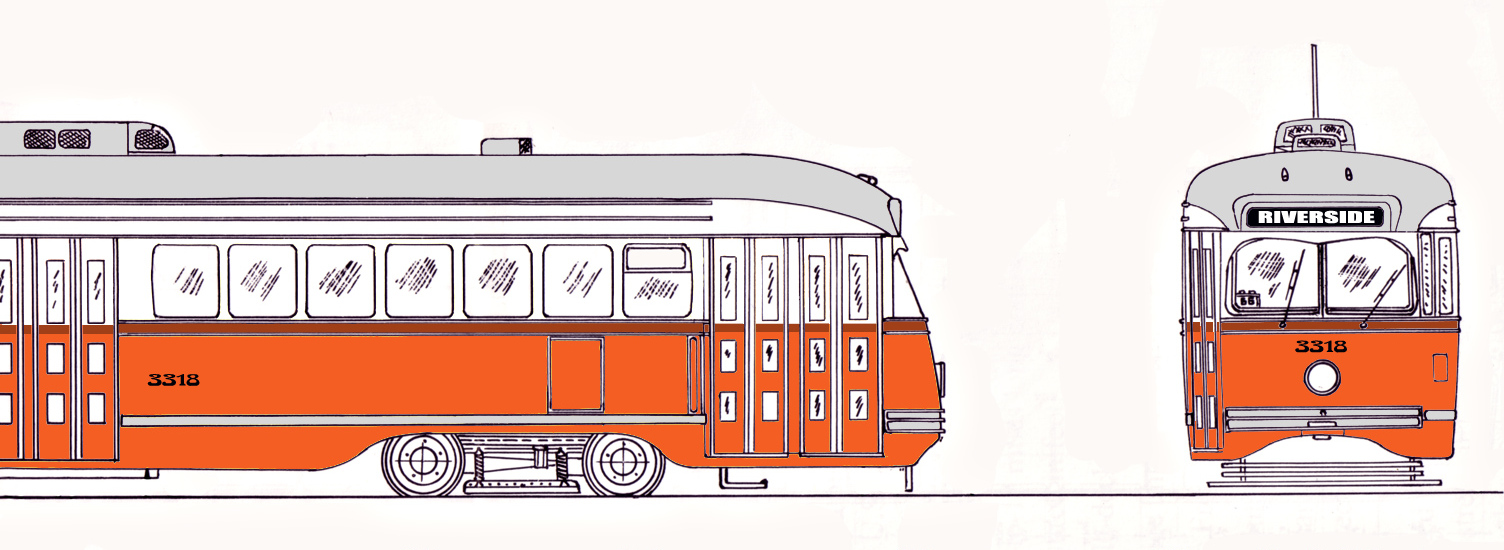
Kleurenschema PCC-cars Boston ten tijde van de BERy

Voor de tramexploitatie had men de beschikking over:
- 265 Type 4 wagens
- 12 aanhangwagens behorend bij Type 4 wagens
- 231 motorwagens met één instapdeur in het midden
- 1 PCC-car (vanaf 1941 volgde honderden meer)
- 470 Type 5 wagens
- 39 trams die in de zomer omgebouwd konden worden tot open tram (zogenaamde ‘semi-convertibles’)
- 15 lichtgewicht trams

### Periode na de Tweede Wereldoorlog
In 1947 ging BERy, dat feitelijk een N.V. was, over in handen van MTA; deze organisatie werd een onderdeel van de staat Massachusetts.
In 1952 werd de metrolijn vanaf Maverick Square over sporen van de opgeheven Revere Beach and Lynn Railroad tot Revere verlengd. Hiermee begon de eliminatie van het tramnet en werd het langzaam getransformeerd in een net dat de toevoer van passagiers naar metrolijnen verzorgde.
Alleen passagiers uit de Watertown, Brighton en Roxbury konden nog zonder overstappen met de tram naar het centrum van Boston komen.

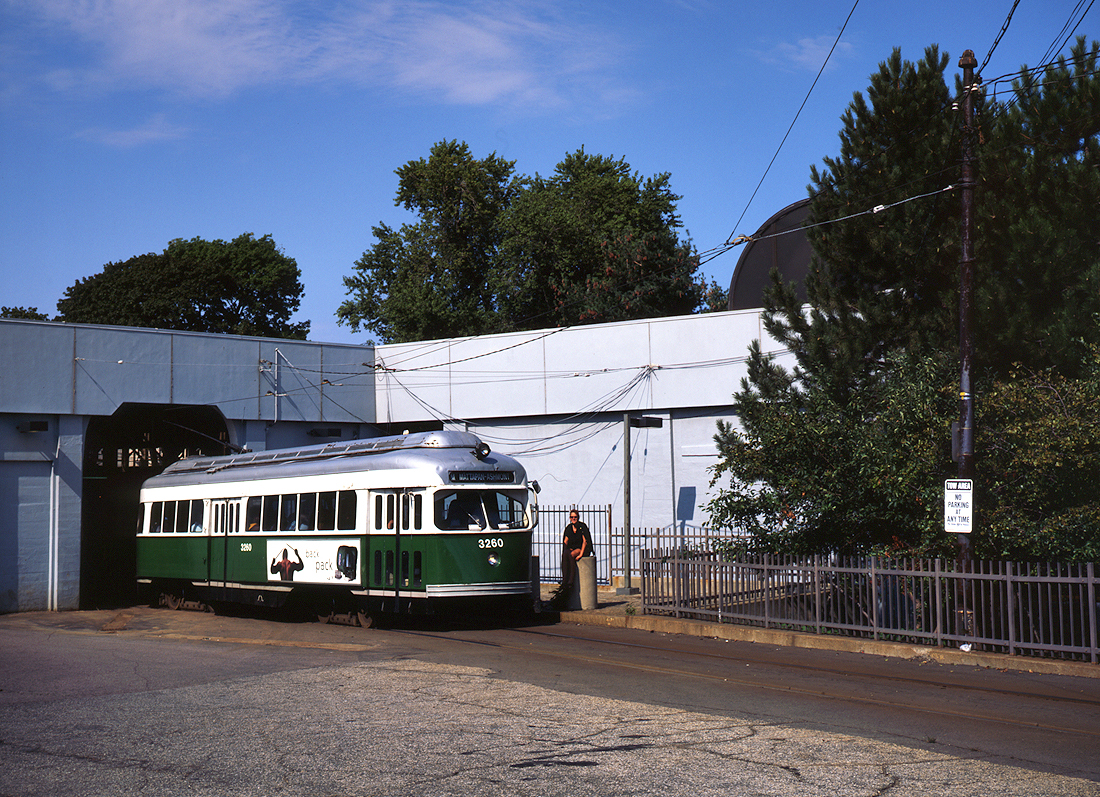
PCC 3250 in Boston op lijn M onderweg naar Matappan verlaat Ashmont Terminal

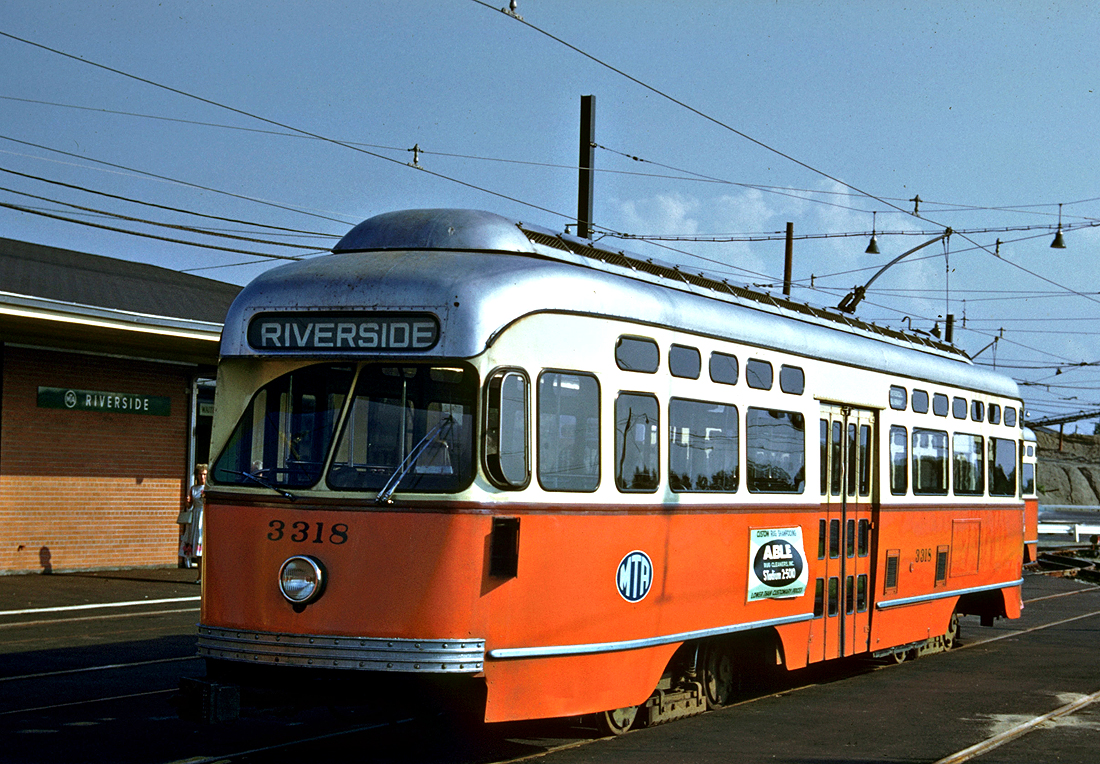
'Picture Window' PCC in Boston

Dit systeem had als nadeel dat er veel korte lijnen ontstonden en passagiers soms tweemaal moesten overstappen. Een voordeel was dat er weinig vertraging was juist doordat de lijnen korter waren.
Na de aanschaf van één PCC in 1937, nummer 3001, bijgenaamd ‘Queen Mary’, volgde tussen 1941 en 1951 de volgende PCC-cars:
- Serie 3002-3021 in 1941
- Serie 3022-3196 in 1942
- Serie 3222-3271 vanaf 1944. Alle PCC-cars van de eerste generatie
- Serie 3197-3221 vanaf 1945. Tweede generatie ‘all-electrics’.
- Serie 3272-3321 vanaf 1951. Derde generatie. Zogenaamde ‘Picture Window’ wagens die voor geen enkel ander bedrijf werden gebouwd.

Alle wagens konden met elkaar gekoppeld worden tot tramtreinen van drie PCC-rijtuigen en werden voorzien van een dubbele in- en uitstapdeur aan de linkerkant van de wagen voor gebruik in de tramtunnels.
Om uiteindelijk de laatste oude tweerichtingstram die MTA bezat buiten dienst te kunnen stellen bewoog men zich op de tweedehandse markt. De wagens moesten ook tweerichtingswagens zijn omdat ze in dienst zouden worden gesteld op twee lijnen die geen keerlussen hadden. Dit waren de lijnen naar Nortwestern University en Blandford Street in Kenmore.
Na grondige bestudering van de twee mogelijkheden (PCC-cars van het opgeheven bedrijf in Dallas en die van de Illinois Terminal Railroad System) koos men voor de eerste omdat de wagens uit Dallas in ieder geval wel in de krappe tramtunnels konden worden ingezet. Deze PCC’s kregen de nummers 3322-3347.
Ideeën om in het begin van de jaren 1960 nog tweedehands PCC-cars over te nemen uit Johnstown, de wagens van de Pacific Electric Railway Co., die van Saint Louis of Washington materialiseerden niet.
In 1959 werd voor het eerst sinds tientallen jaren weer een nieuwe tramlijn in dienst gesteld. Dit was een lijn over treinsporen van de gedeeltelijk opgeheven route tussen Boston en Albany (New York). Deze lijn werd bekend als de Riverside lijn en bereikte de centrale tramtunnel bij Fenway Park.
In de jaren 1950 werd echter ook een actieve politiek gevoerd om alle tramlijnen die niet de tramtunnel aandeden of alleen maar aanvoerlijnen van de metro waren, op te heffen.
De ene na de andere lijn viel hieraan ten offer.

### Overname door MBTA
De federale overheid ging zich in de jaren 1960 actief met het openbaar vervoer bezighouden en MTA werd omgevormd tot een regionale activiteit waarbij buslijnen van de Eastern Massachusetts Street Railway en nog enkele andere bedrijven fuseerden tot MBTA. Door de grote T in het nieuwe logo kreeg deze maatschappij de bijnaam ‘the T’.
Een andere reden voor deze expansie was het feit dat de overheid ook voor het eerst subsidies ging verstrekken aan ‘openbare voorzieningen van groot maatschappelijk belang’. Hier viel voor het eerst in de VS stedelijk openbaar vervoer onder.

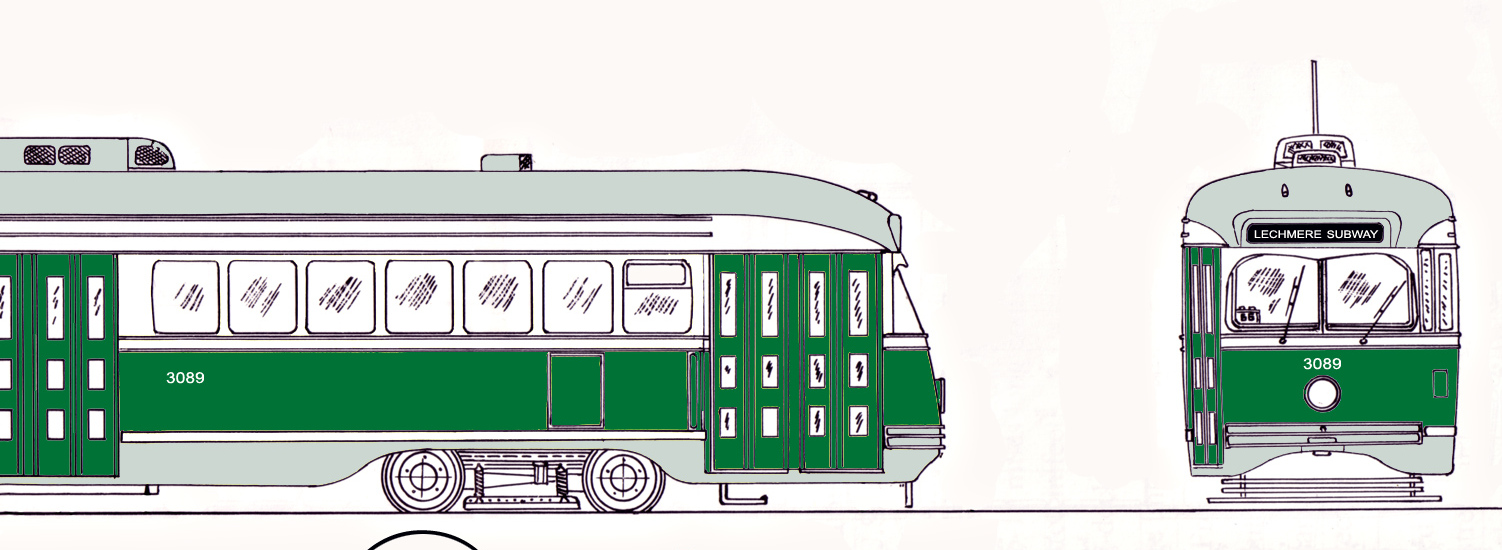
Kleurenschema van PCC's Boston in het tijdperk van 'T'

Een voortdurend tekort aan trams, onder andere door het alsmaar groeiend passagiersvervoer vanwege de sterke revitalisering van het centrum van Boston en de omliggende wijken als Brighton en Roxbury, bracht MBTA voortdurend op de drempel tweedehands PCC-wagens aan te schaffen. Er werd onder meer aan Pittsburgh en Toronto gevraagd of men PCC-cars kon overnemen.
Onderhoud aan de PCC’s werd in deze tijd tot een minimum gereduceerd, zodat de representatieve functie die een vervoerbedrijf ook moet hebben totaal verloren ging. Toen van overheidswege wat geld voor reparaties beschikbaar kwam, kon men vele PCC-rijtuigen cosmetisch opknappen en bijvoorbeeld weer van een verfje voorzien.
In 1962 werd de Watertown tramlijn tijdelijk tot buslijn omgezet. MBTA gaf aan dat de reden was dat er te weinig trammateriaal was om deze lijn als tramlijn te blijven exploiteren. De rails moesten in ieder geval blijven liggen omdat een belangrijke remise anders niet meer kon worden bereikt. Het politiek getouwtrek over de tijdelijkheid van deze omzetting duurde tot 1994 toen het definitieve besluit tot opheffing viel. De remise was ondertussen al verplaatst.
In 1965 werden de bestaande metro- en tramlijnen in 4 groepen ondergebracht; de metrolijnen kregen de aanduiding ‘Blue’, ‘Red’ en ‘Orange’ en de tramlijnen werden voortaan als ‘Green Line’ aangeduid.
In 1969 werden de eerste stappen gezet een geheel nieuw tramtype (Type 6) te ontwerpen om op termijn alle PCC-cars te kunnen vervangen. De gemeente, meestal weinig geïnteresseerd in het wel en wee van de tramlijnen, had geaccepteerd dat in ieder geval de 5 tramlijnen die nog door de tramtunnel reden, werden gemoderniseerd.
De ‘Green Line’, thans bestaande uit een viertal (B, C, D en E) uit de tramtunnel komende lijnen, zijn nu een niet uit Boston weg te denken geheel. Plannen om de lijnen vanaf het noordelijke eindpunt te verlengen via Union Square naar Porter Square in Somerville zullen wel zeker nog jaren in de ijskast blijven.

#### Lightrailmaterieel in het MBTA-tijdperk
Nadat men gecharmeerd was geraakt van de prestaties van de Duitse Düwagtrams, die zó geleverd konden worden, besloot men om politieke redenen (men wilde per se dat de bouw van nieuwe trams een Amerikaanse aangelegenheid werd) samen met Muni in San Francisco een ‘Light Rail Vehicle’ (LRV) te ontwerpen. Een gewaagde stap omdat de kennis, nodig voor het bouwen van trams, in de VS al jaren daarvoor verloren was gegaan.
Deze opdracht werd in 1973 gegund aan Boeing Vetrol, oorspronkelijk een vliegtuigbouwer, en omvatte 150 enkelgelede trams, die gekoppeld moesten kunnen rijden en die als eerste voor de modernisering van de Riversidelijn bedoeld waren.
Gedurende de aanschaf van deze trams moest het hele tramnet van trolleybovenleiding geschikt gemaakt worden voor een stroomafname met behulp van pantograaf.
Deze trams werden in 1976 afgeleverd en 3400-3574 genummerd.
Met de aflevering van deze wagens begonnen vele problemen. De wagens bleken elektronisch zó ingewikkeld dat er honderden storingen optraden en ze vielen spontaan stil in het soms harde winterklimaat.
In 1979 waren op een enkele dag nog maar 46 wagens voor de dienst beschikbaar waardoor MBTA gedwongen werd op enkele lijnen weer oudere PCC-cars in dienst te stellen. Deze reden zonder problemen hun rondjes. 32 ervan werden nog verbouwd en gemoderniseerd.
Een optie voor nog eens 40 van deze LRV’s werd in 1979 afgezegd wat tot kostbare rechtszaken tussen Boeing en MBTA leidde.
Omdat men er niet snel in slaagde deze problemen op te lossen kwam het MBTA heel goed uit dat begonnen was met de opwaardering en vervanging van rails op de tramlijnen. Zo kon iedere keer één tramlijn buiten dienst blijven, ze werd dan tijdelijk door een buslijn bediend, en leek het materiaalprobleem beheersbaar.
In 1981 waren er in de spitsuren slechts 98 wagens nodig voor een redelijke dienstuitvoering.
Nadat vele problemen waren overwonnen konden de PCC-cars in 1985 worden afgevoerd nadat de Arborwaylijn was opgeheven. Een uitzondering was de inzet van 11 PCC-wagens op de Mattapan High Speed lijn die in 2005 nog in dienst waren.
Met behulp van subsidiegelden slaagde MBTA er tussen 1986 en 1988 in 100 enkelgelede LRV’s te kopen (Type 7) van het Japanse bedrijf Kinki-Sharyo. Deze keus bleek goed uit te vallen; het zijn betrouwbare wagens. De keus voor een Japans bedrijf leidde overigens in de pers tot sentimentele controverses.
In 1996 volgde nog eens 20 wagens. Ze zijn 3600 – 3719 genummerd.

#### Type 8
In 1998 bestelde MBTA, na een aanbestedingsprocedure, bij Breda in Italië 100 enkelgelede lagevloer LRV’s (Type 8) ter vervanging van de Boeing Vetrol-trams. De nogal log overkomende wagens hadden ook in het begin technische problemen en hadden een ingewikkelde lagevloerconstructie met binnenin enkele onaangename op- en afstapjes. Ze zijn vanaf 3800 genummerd.
Deze wagens gaven ook binnen de kortste keren allerlei technische en mechanische problemen zodat in 2005 nog niet alle 100 wagens in dienst gesteld waren. Ze waren bijzonder slecht afgewerkt en de draaistellen konden niet tegen de nogal matige kwaliteit van het spooronderhoud. Er was een meer dan gemiddeld aantal ontsporingen. Onderdelen vielen onderweg spontaan van de trams.
In september 2004 werd na de aflevering van tram 3864 (de 45ste nieuwe tram waarvan er vijf niet door de MBTA technische waren geaccepteerd) de aflevering stopgezet. MBTA beschuldigde Breda van een lakse houding bij het helpen oplossen van problemen. MBTA wilde het contract openbreken en weer trams bij Kinki-Sharyo bestellen. Na onderhandelingen werd het geschil in november 2005
In zoverre bijgelegd dat er een akkoord is gesloten 85 wagens af te nemen en de resterende 15 niet.
- Huidige materieelinzet
  - 29 voor de dienst beschikbare wagens van de Boeings na een grote technische renovatie in 1997;
  - 105 tot 110 Kinki-Sharyo wagens. Enkele staan buiten dienst na grote aanrijdingen en zullen worden gesloopt;
  - 40 tot 50 wagens uit de Breda-serie.

## Kleurstellingen
Vanaf de begintijd van BERy werden de kleuren oranje (onderkant), crème (bovenkant), bruine streep onder de raampartij en zilvergrijs dak gebruikt.
Ook in de MTA-tijd was dit de gebruikelijke combinatie, waarbij de PCC serie 3197-3221 nog een extra oranje band boven de ramen kreeg.
De ‘T’ hanteerde groen (onderkant), wit (bovenkant) en een zilvergrijs dak met eerst groene en later knalgele deuren. Niet alle PCC’s kregen deze kleuren omdat ze al gesloopt waren voordat ze een schilderbeurt kregen.
Slechts enkele wagens werden geschilderd in een combinatie van grijs (onderkant), wit (bovenkant, inclusief dak) met een zwarte streep onder de ramen en knalgele deuren.
De Boeing wagens, later de Kinki-Sharyo en de Breda-wagens kregen de groene met zilvergrijze kleurstelling (dit laatste alleen bij de Breda wagens).

### Lijnnummersystematiek

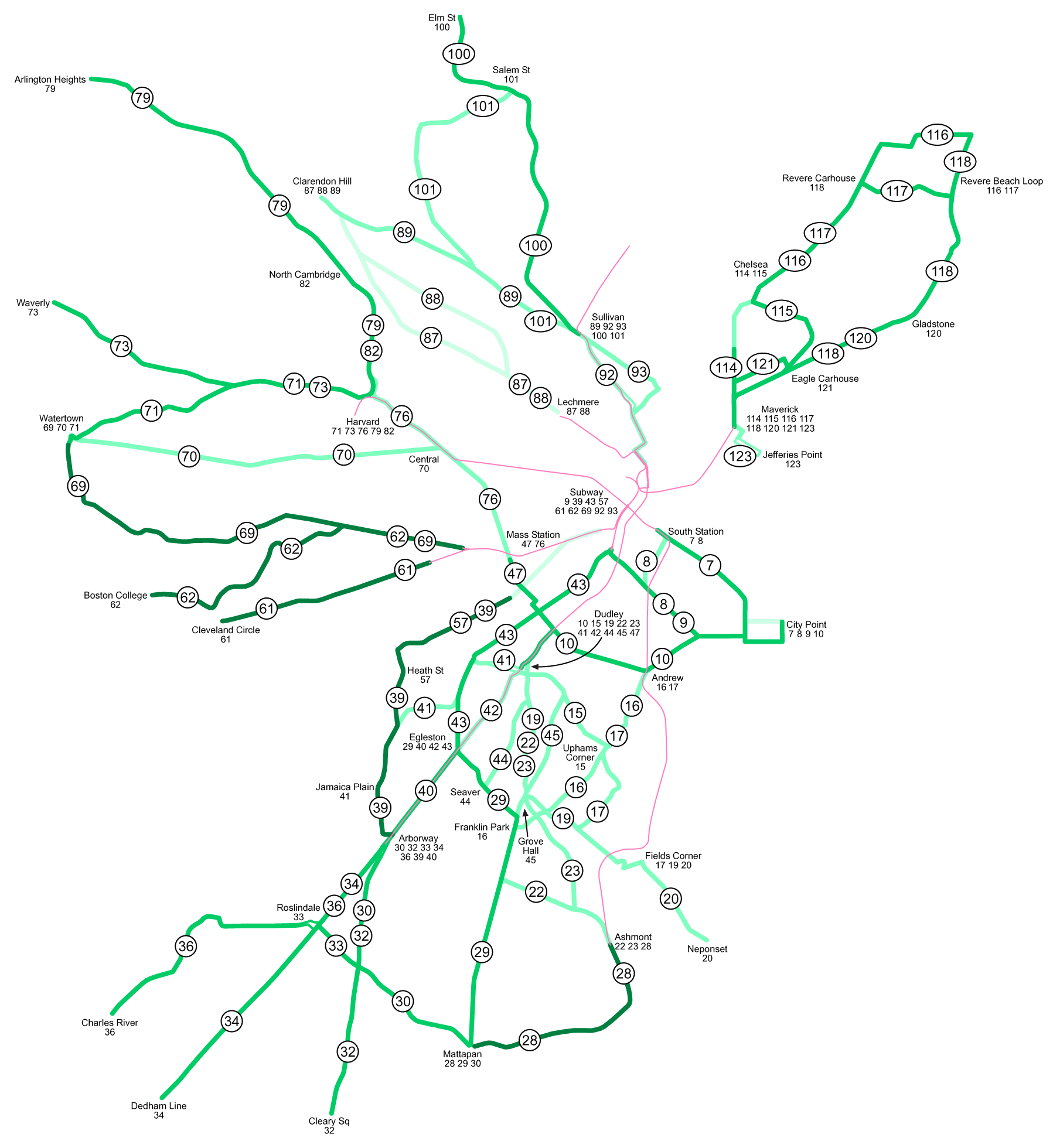
Tramnet Boston 1940

In de begintijd van BERy hanteerde men lijnnummers voor de tramlijnen maar dit gebruik verdween toen het trambedrijf toenemend omgevormd werd tot aanvoerlijnen voor de metro.
Administratief hadden zij weer vanaf 1936, later evenals de trolleybuslijnen, lijnnummers. De tramlijnen in het MTA tijdperk als volgt:
- 4 – Riverside
- 28 – Ashmont - Mattapan
- 39 – Arborway (1985 opgeheven)
- 57 – Heath
- 61 – Cleveland Circle
- 62 – Boston College
- 69 - Watertown

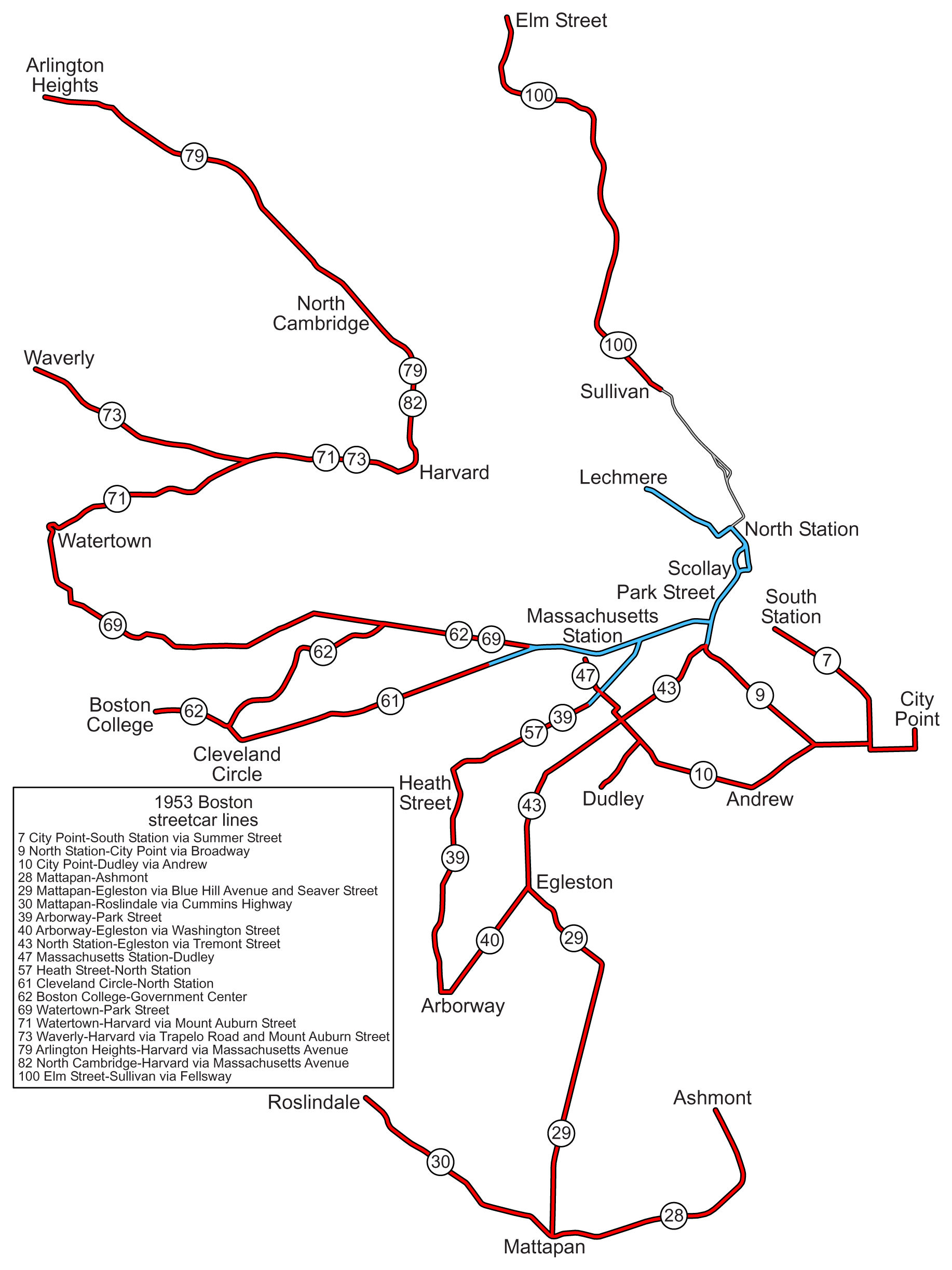
Tramnet Boston 1953

In de tijd van de MBTA werden lijnnummers officieel op de (trolley)bus ingevoerd. De tramlijnen kregen echter letters.
- A - Watertown
- B – Boston College
- C – Cleveland Circle
- D – Riverside
- E – Heath Street

## Verder lezen
- F. Cheney, Boston's Red Line: Bridging the Charles from Alewife to Braintree, Charlesto - Chicago - Portsmouth - San Franscisco, 2002. (Google Books) ISBN 0738510475
- F. Cheney, Boston's Blue Line, Charlesto - Chicago - Portsmouth - San Franscisco, 2004. ISBN 0738535761